# محسن اجاق
محسن اجاق سیاست‌مدار ایرانی بود، که در دوره بیست و چهارم مجلس شورای ملی به عنوان نماینده کرمانشاه از استان کرمانشاه در مجلس شورای ملی حضور داشت.